# Ocros
Ocros é uma cidade do Peru,  capital da província de Ocros e do distrito de Ocros, região de Ancash.